# Anderson (Indiana)
Anderson é uma cidade localizada no estado americano de Indiana, no Condado de Madison.

## Demografia
Segundo o censo americano de 2000, a sua população era de 59.734 habitantes. 
Em 2006, foi estimada uma população de 57.496, um decréscimo de 2238 (-3.7%).

## Geografia
De acordo com o United States Census Bureau tem uma área de 
104,0 km², dos quais 103,7 km² cobertos por terra e 0,3 km² cobertos por água.

## Localidades na vizinhança
O diagrama seguinte representa as localidades num raio de 8 km ao redor de Anderson. 